# Filipendula occidentalis
Filipendula occidentalis är en rosväxtart som först beskrevs av S. Wats., och fick sitt nu gällande namn av T.J. Howell. Filipendula occidentalis ingår i släktet älggrässläktet, och familjen rosväxter. Inga underarter finns listade i Catalogue of Life.